# Smoljane (Saporischschja)
Smoljane (ukrainisch Смоляне russisch Смоляное Smoljanoje; vormals deutsch: Schöneberg) ist ein ukrainisches Dorf im Rajon Saporischschja in der Oblast Saporischschja. Es geht auf eine Ansiedlung deutschsprachiger Mennoniten zurück.

## Schöneberg
Der Ort wurde 1816 von 14 Familien aus Niederchoritza begründet und liegt entlang der unteren Chortitza. Der Ortsname bezog sich auf die hügelige Gegend. Kirchlich gehörte der Ort zu Dolynske (deutsch: Neu-Osterwick). Es gab zwei Windmühlen und eine Dampfmühle. 1907 lebten hier 341 Mennoniten auf 18 Höfen. Mehrere Mennonitenbauten sind erhalten, u. a. das Wohnhaus Franz Isaak, das mit der Straße zugewandten Rundbogenfenstern im Giebel und einem dekorativen Ziegelband sowie hölzernem Zierwerk an den Fenstern typisch für die Chortitza-Kolonie ist.